# Phare de Valaste
Le phare de Valaste (en estonien : Valaste tuletorn) est un phare situé dans le village de Valaste de la commune de Toila du Comté de Viru-Est, en Estonie, sur le golfe de Finlande (mer Baltique). 
Il est géré par l'Administration maritime estonienne ,.

## Histoire
L'ancien phare métallique de 15 m a été construit en 1958. Sa hauteur focale était de 70 mètres. Entre 1993 et 2006, la tour a été utilisée comme balise de jour. L'ancienne tour a été démolie après la construction du nouveau.
En 2006, une tour a été érigée à une distance de 50 mètres de la mer, sur la plage de Valaste. Il se trouve à environ 8 km au nord de Jõhvi. 

## Description
Le phare actuel est une tour métallique carrée à claire-voie de 30 mètres de haut, style tour-radar. Il possède un escalier intérieur menant à la salle de lanterne et à la plateforme. Il est peint en blanc et rouge. Il émet, à une hauteur focale de 73 mètres, un bref éclat blanc toutes les 2 secondes. Sa portée nominale est de 7 milles nautiques (environ 13 km).
Identifiant : ARLHS : EST- ; EVA-025 - Amirauté : C-3890 - NGA : 12948 .

## Caractéristique duFeu maritime
Fréquence : 2 secondes (W)
- Lumière : 0.3 seconde
- Obscurité : 1.7 secondes

|                   |
| Golfe de Finlande |

|                |
| L'ancien phare |

### Lien connexe
- Liste des phares d'Estonie